# غارهای آجانتا
غارهای آجانتا در ۴۰ کیلومتری شهر جالگائون هندوستان قرار دارد. این محل دارای ۳۰ غار زیبا پر از نقاشیهای مذهبی است که بیشتر آنها دربارهٔ بودا می‌باشد. قدمت این غارها به ۲ قرن پیش از میلاد بر می‌گردد. در یکی از این غارها سنگ نگاره نقاشی شده از دوره ساسانی در هند وجود دارد. در غارهای آجانتا واقع در شمال غربی حیدر آباد، تصویر هیئت اعزامی خسرو پرویز به هند هک شده‌است.

## نگارخانه

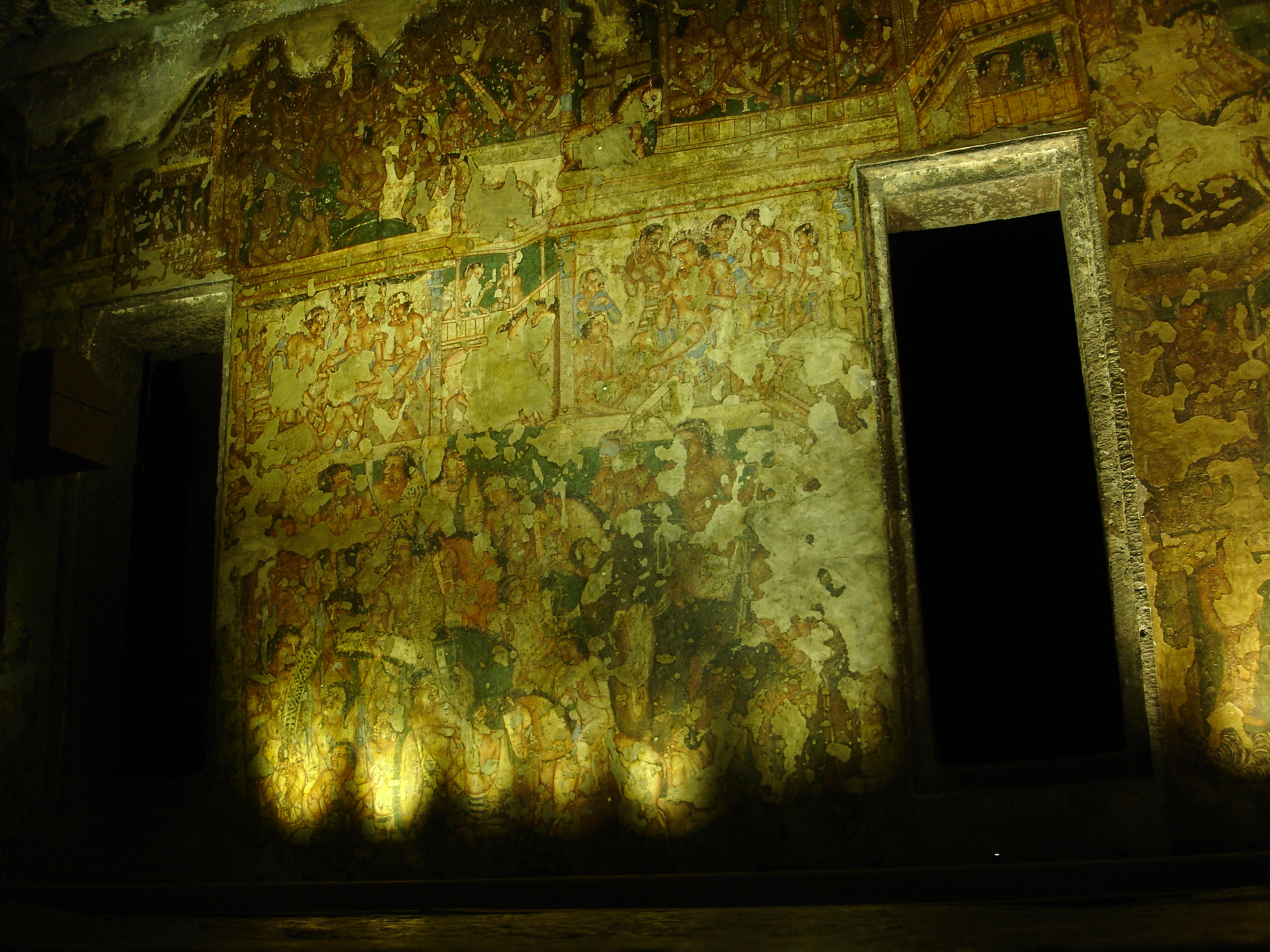
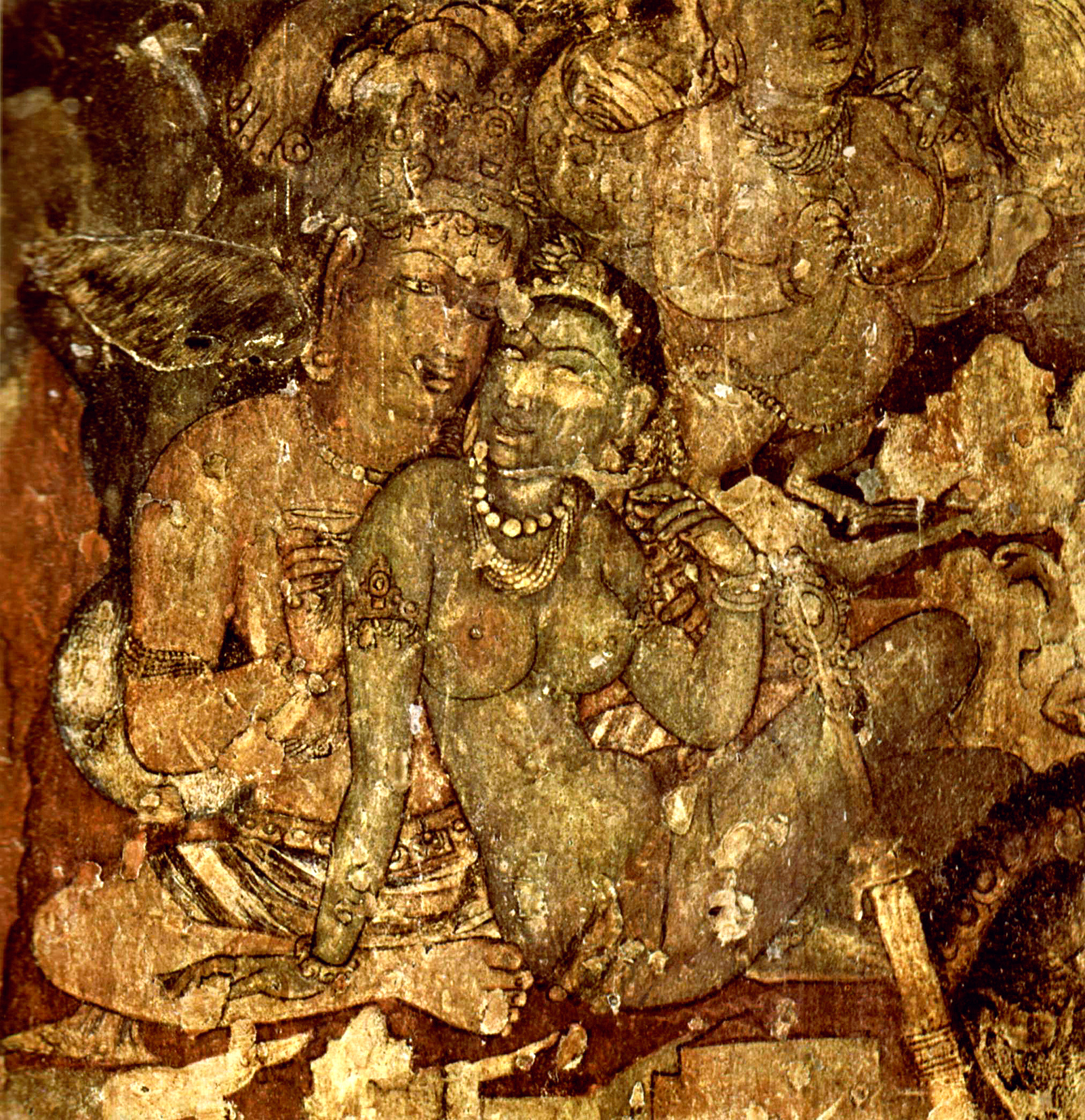
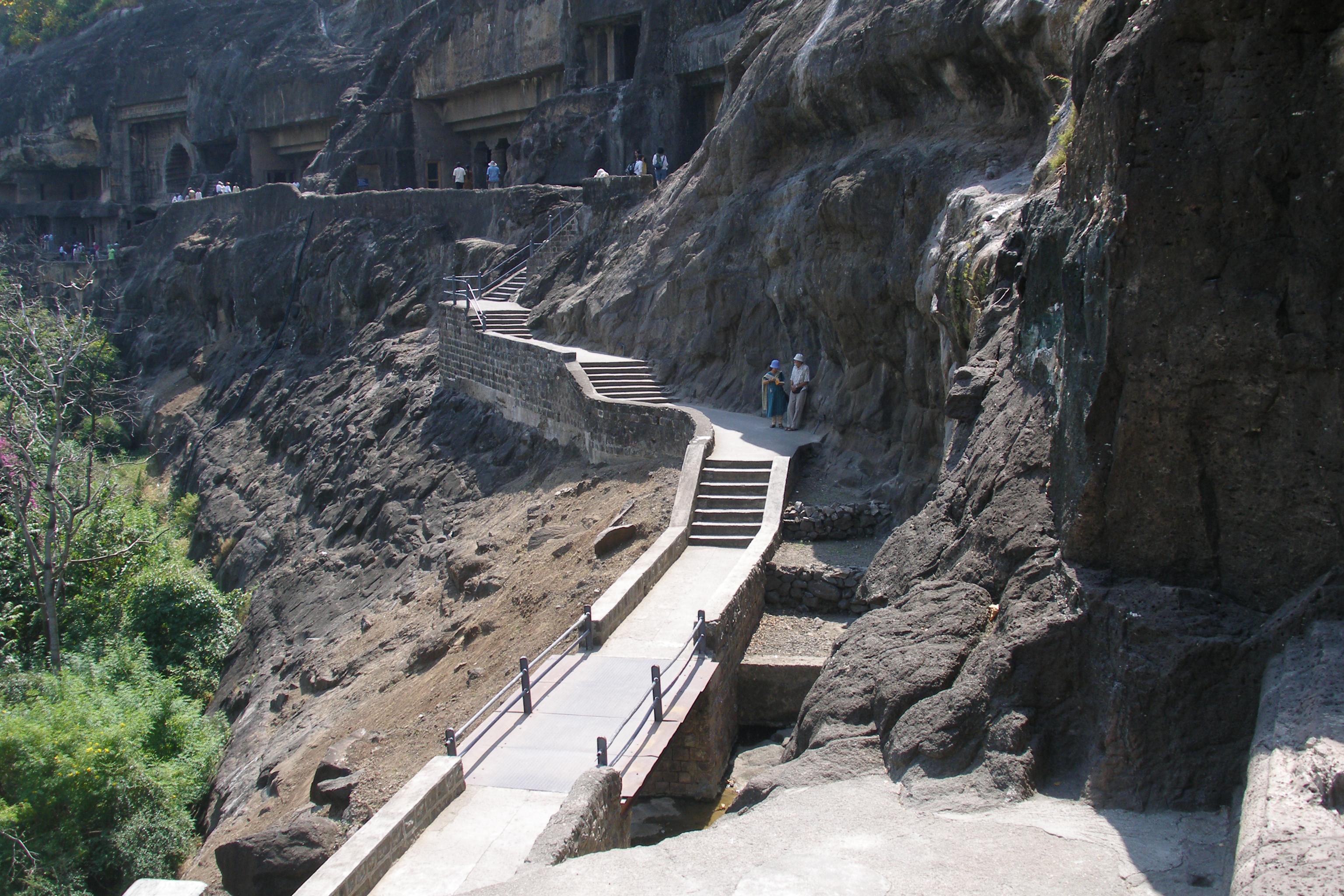
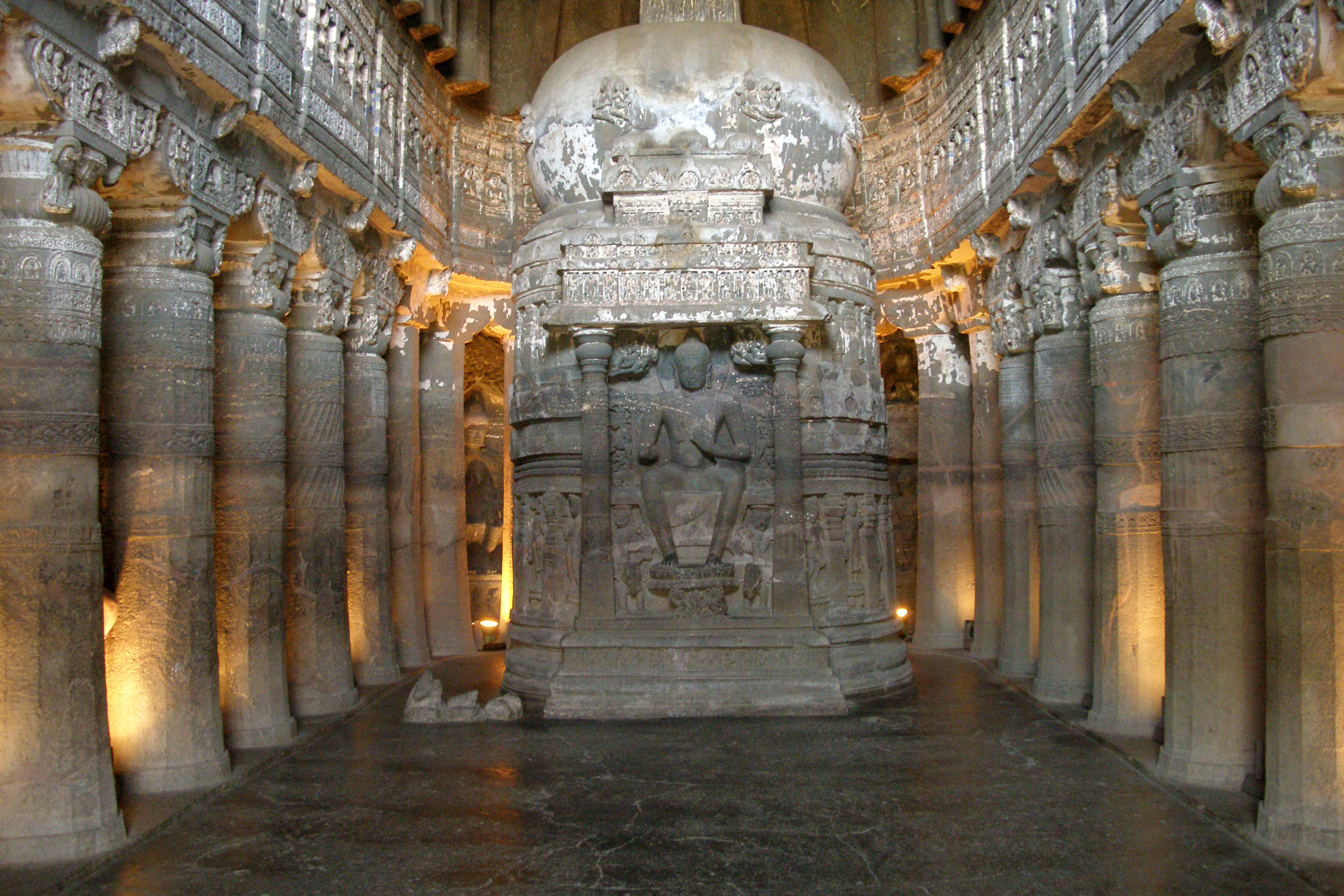
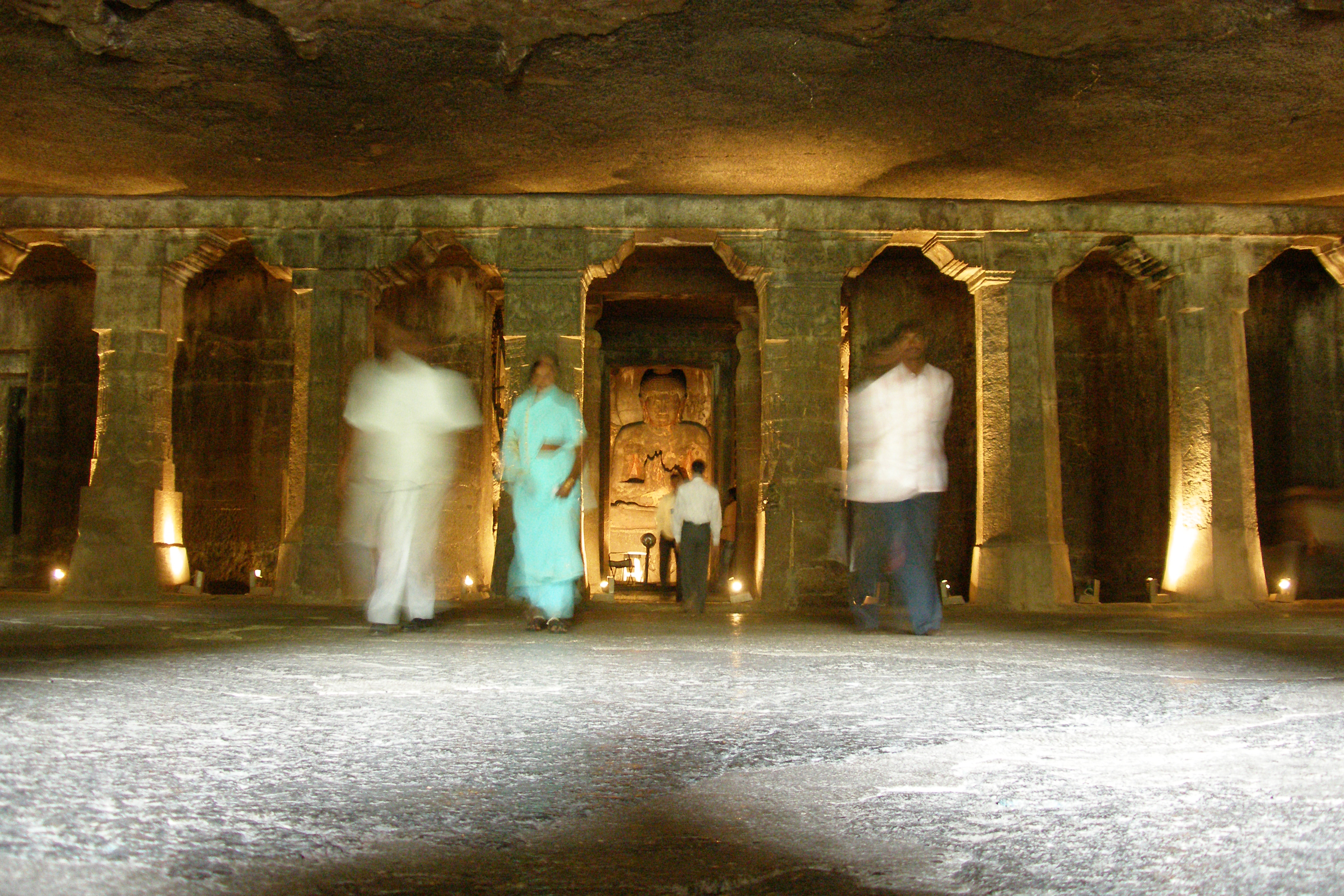
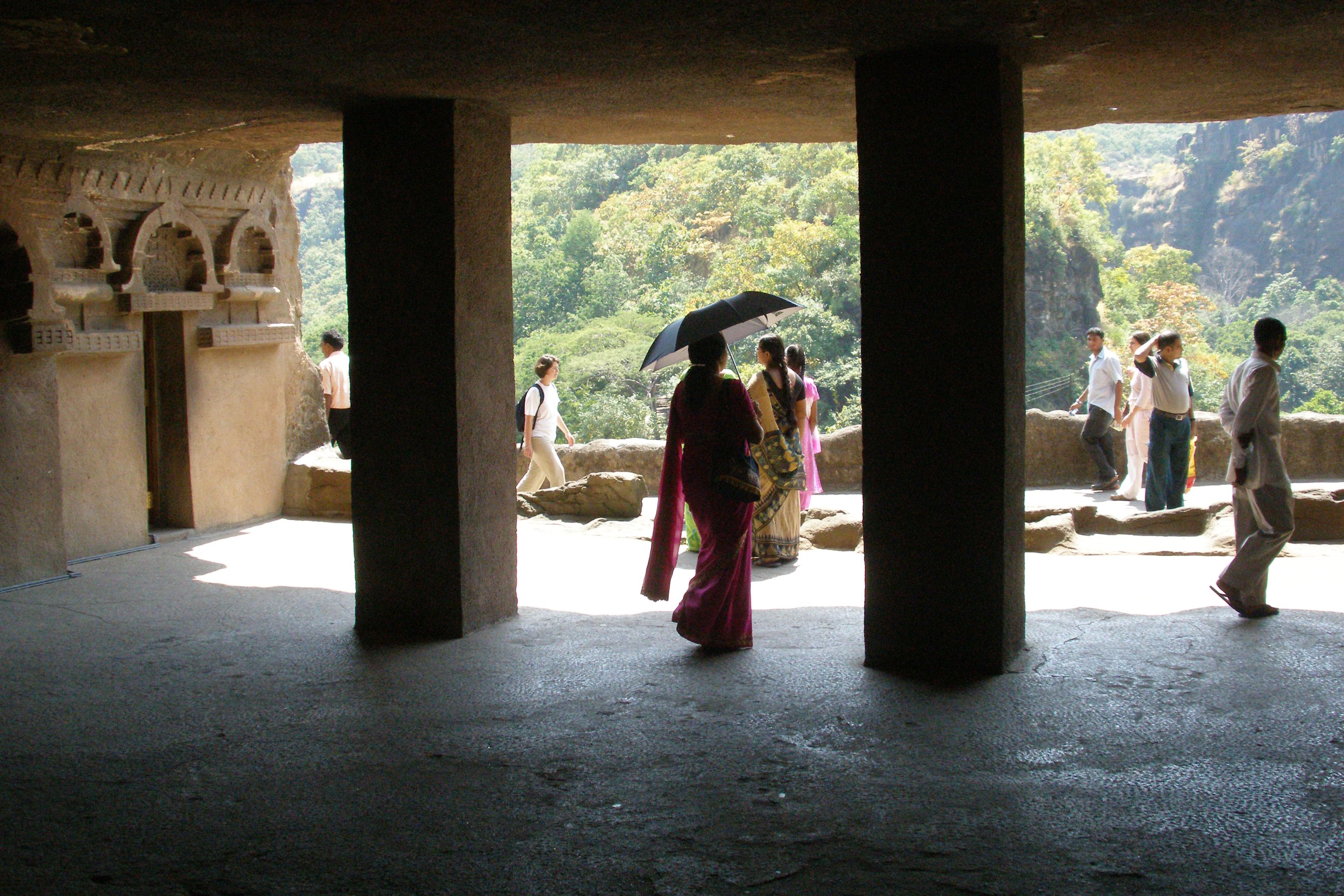
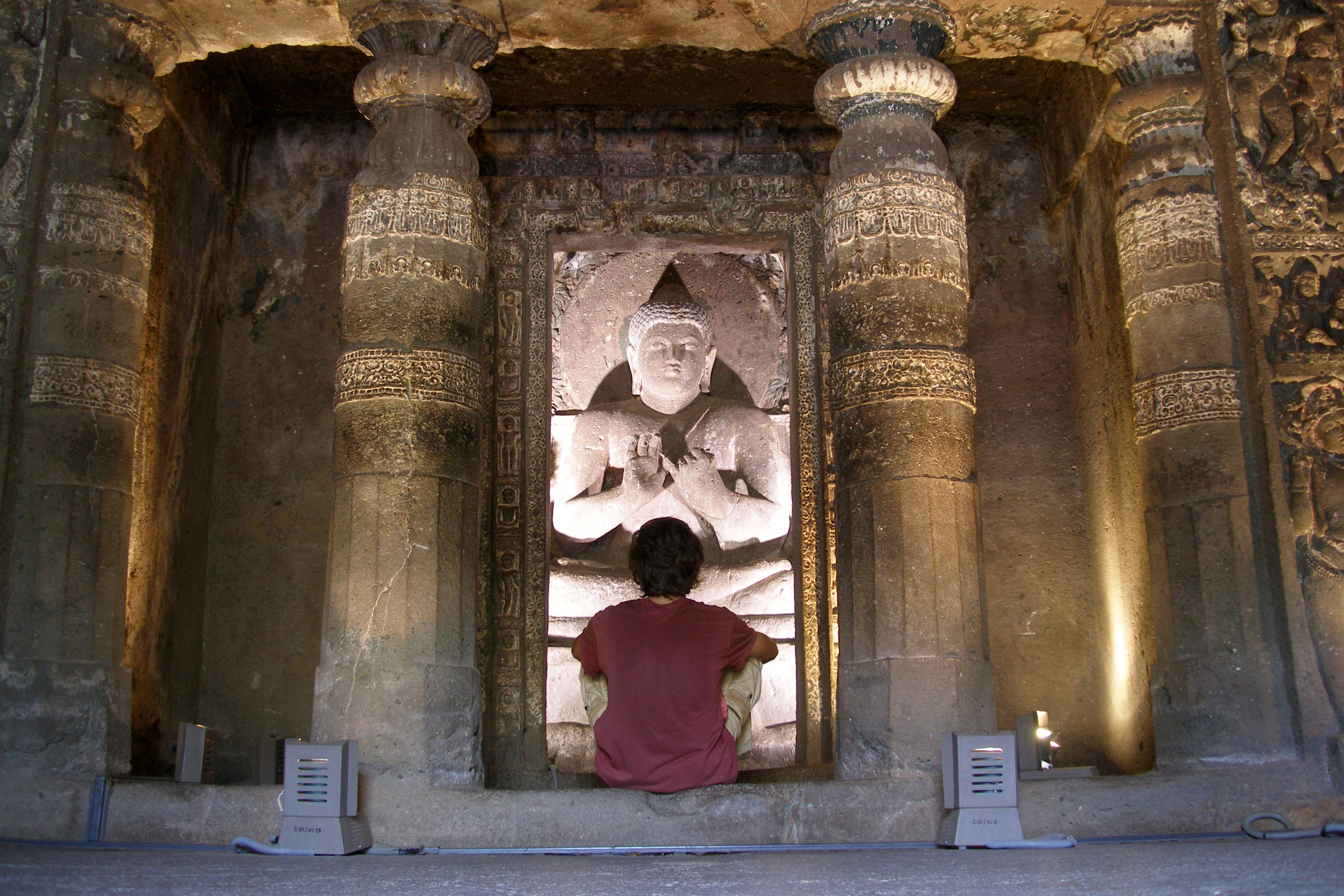
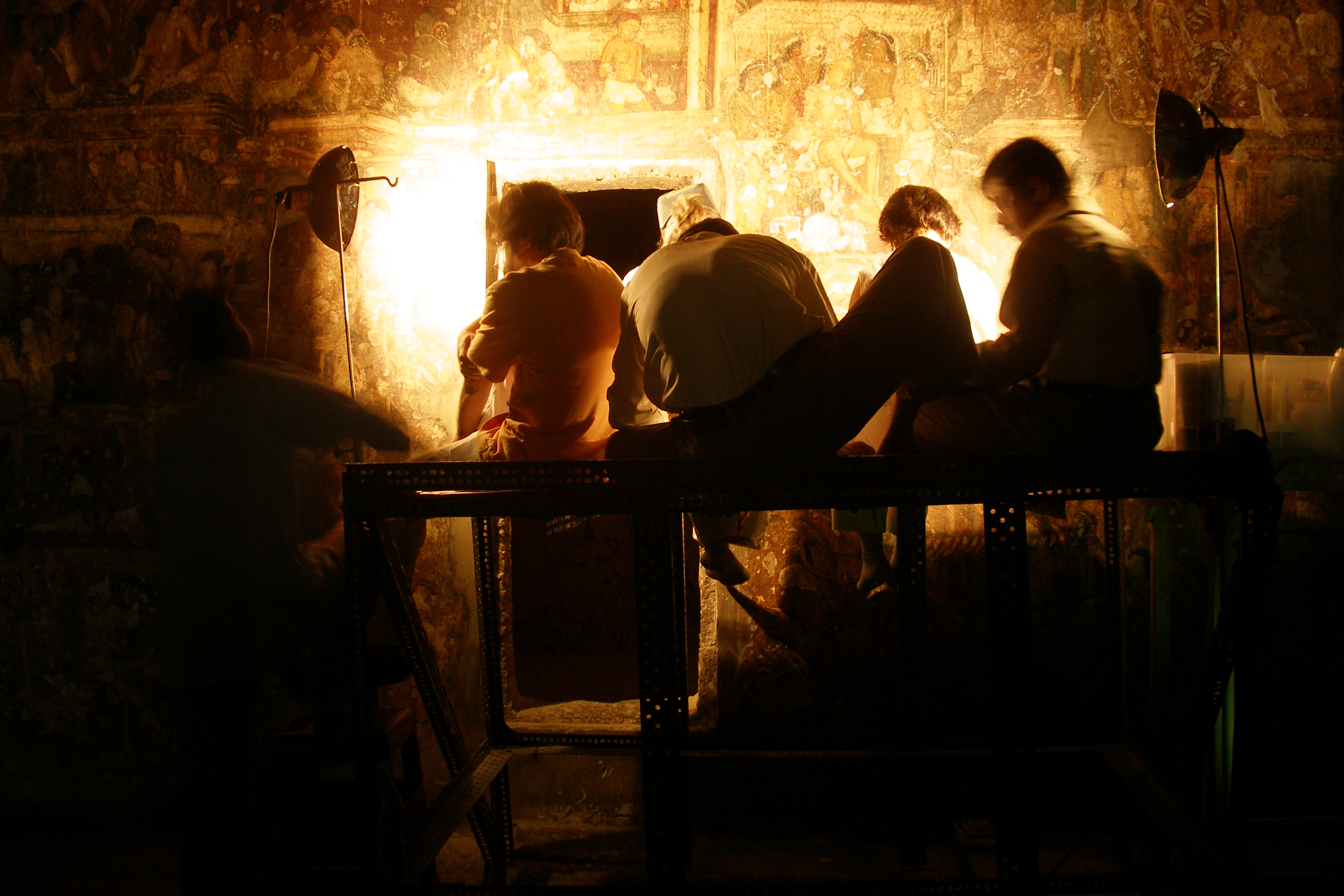